# Bengt Gustav von Rosen
Bengt Gustav von Rosen, född 1665 i Reval i Livland, död 1725, var en livländsk militär och lantråd.
Bengt Gustav von Rosen var son  till Axel von Rosen och Helene Dorothea von Wrangell och bror till Margeretha von Rosen, som var gift med militären och domaren Georg Johann von Stackelberg (1697–1766). Han tjänstgjorde i den svenska armén, där han så småningom blev major. Han var styresman för Estlands riddarskap 1702–1705. Han ägde von Rosenska palatset vid Pikkgatan i Tallinn, samt Roosna-Alliku, Mäo och Vodja och Viisu herrgårdar i Järvamaa.
Han gifte sig 1693 med Magdalena Elisabeth von Fersen och hade tre döttrar.